# Klaus Pawlowski

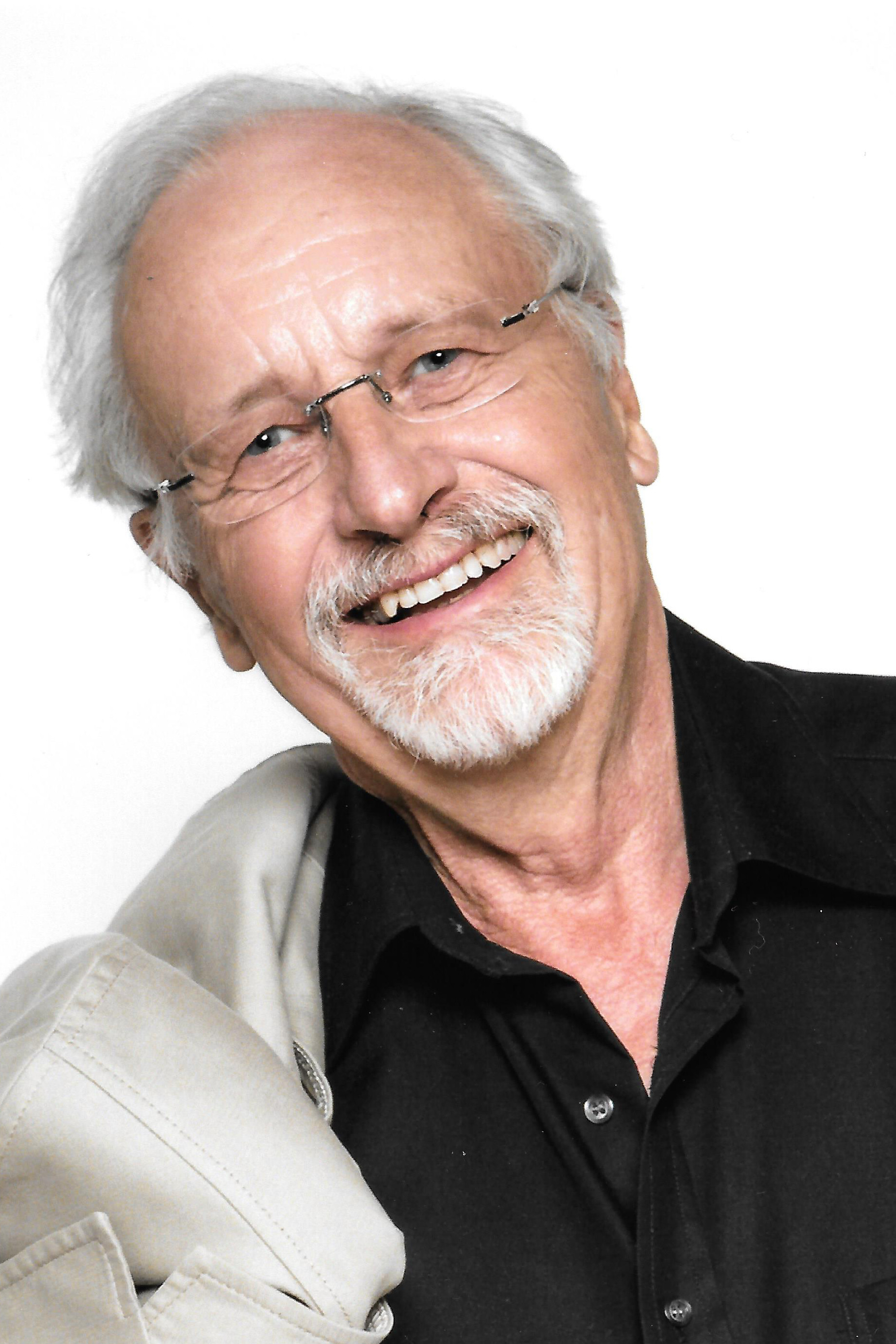
Klaus Pawlowski (2017)

Klaus Pawlowski (* 1935 in Danzig) ist ein deutscher Germanist, Sprecherzieher, Rhetoriker und Satiriker.

## Leben und Wirken
Pawlowski wuchs nach der Flucht aus seiner Heimatstadt Danzig in Hachmühlen im niedersächsischen Landkreis Springe auf. Nach seinem Abitur in Hameln absolvierte er zunächst eine Lehre als Schriftsetzer. Er studierte anschließend an den Universitäten Tübingen und Saarbrücken. Als erster Kandidat an der DGSS-Prüfstelle Saarbrücken (geleitet von Hellmut Geißner) legte er 1961 die Sprecherzieherprüfung ab. An der Universität des Saarlandes promovierte Pawlowski 1969 mit der Schrift Die Aussprache französischer Wörter in der deutschen Hochsprache (betreut von Max Mangold).
Pawlowski arbeitete als Lektor an der Universität Heidelberg, später als Akademischer Oberrat und Leiter des Arbeitsbereichs Sprecherziehung an der Universität Göttingen. Von 1971 bis 1973 war er 1. Vorsitzender der Deutschen Gesellschaft für Sprechkunde und Sprecherziehung (DGSS). Bis 2003 leitete Pawlowski die Sprecherzieher-Prüfstelle in Göttingen. Neben seiner Tätigkeit an der Hochschule war er viele Jahre Dozent bei der zentralen Aus- und Fortbildung (ZFP) für Hörfunkmoderatoren von ARD und ZDF. Nach seiner Pensionierung im Jahr 1995 war er als freiberuflicher Rhetoriktrainer in Wirtschaft, und Verwaltung tätig. Von 2009 bis 2019 hatte er einen Lehrauftrag für Rhetorik an der Universität Regensburg inne.
Pawlowski ist Mitglied der SPD, engagierte sich in der Friedensbewegung und gründete 1983 mit Gleichgesinnten das Kabarett „Gesellschaft für Ruhe und Ordnung“, das 10 Jahre überregional auftrat. Von 1997 bis 2013 stand er mit seinem Sohn Peter und Uschi Siemon („Die Pawlowskiforte“) auf der Kabarett-Bühne. Seit 1983 schreibt er satirische Szenen und Texte. Seine Gedichte erscheinen regelmäßig in der Rubrik „Die Wahrheit“ der Berliner Tageszeitung taz. Mit den taz-Autoren Peter Köhler und Reinhard Umbach gründete er die „Neue Göttinger Gruppe“. Seit 2018 steht er gemeinsam mit dem Pianisten Gerrit Zitterbart  auf der Bühne. Es gibt inzwischen sieben Programme: „Tea for Two“, „Tea for Two (zweiter Aufguss)“, „Mozart zum Kugeln“, „Locker zu Händeln“, „Straußeneier“, „Wie wer? Vi Valdi“ und „Jazz geht’s los“. Er präsentiert seine satirischen Texte in einer wöchentlichen Kolumne („Gereimtheiten und andere Gemeinheiten“) im Stadtradio Göttingen, im Göttinger Kulturkalender („Der Klaus zum Sonntag“) und auf zahlreichen Lesungen.
Klaus Pawlowski lebt in Göttingen.

## Schriftstellerische Tätigkeit
Schon während seiner Lehre veröffentlichte Pawlowski 1955 seinen ersten Gedichtband …jedoch Dein Haar hat der Wind, 1964 die Erzählung Angaben zu einer Bewegung (Marburger Bogendrucke). Während seiner Zeit als Universitätslehrer schrieb er zahlreiche Aufsätze für Fachzeitschriften und Fachbücher zur Rhetorik. Von 1980 bis 1985 war er Mitherausgeber des internationalen Jahrbuchs Rhetorik (gemeinsam mit Joachim Dyck, Ludwig Fischer, Walter Jens, Gert Üding). Seine satirischen Texte wurden in drei Sammelbänden der „Neuen Göttinger Gruppe“ veröffentlicht sowie in drei eigenen Gedichtbänden.

## Veröffentlichungen
Lyrik, Prosa und Satire
- ... jedoch Dein Haar hat der Wind, Gedichte, Hannover 1955.
- Angaben zu einer Bewegung, Erzählung, Marburg 1964.
- mit Peter Köhler, Reinhard Umbach: Fette Prosa, starke Reime. Satirische Texte, Satzwerk-Verlag, Göttingen 2009, ISBN 978-3-930333-59-2.
- mit Peter Köhler, Reinhard Umbach: Stramme Worte, steile Texte. Satirische Texte, Satzwerk-Verlag, Göttingen 2011, ISBN 978-3-930333-60-8.
- Gereimtheiten und andere Gemeinheiten. Satirische Texte, Oktober-Verlag, Münster 2013, ISBN 978-3-944369-12-9.
- Hole in – Wann? Trostgedichte für Golfgeschädigte. VeWe-Verlag, Wolfenbüttel 2014, ISBN 978-3-00-045220-8.
- mit Peter Köhler, Reinhard Umbach: Krumme Zeiten, schräge Köpfe. Satirische Texte, Satzwerk-Verlag, Göttingen 2015, ISBN 978-3-930333-62-2.
- Duschanleitung für Eisbären. Satirische Texte, Oktober-Verlag, Münster 2019, ISBN 978-3-946938-49-1.
- Mozart zum Kugeln, Satirisches Konfekt, lyrische Mischung, Oktober-Verlag, Münster 2021, ISBN 978-3-946938-60-6.
- Ein Erlkönig kommt selten allein. Satirische Texte, kid-Verlag, Bonn 2024, ISBN 978-3-949979-69-9

Sachbücher
- Praktische Rhetorik. Ein Gesprächslehrgang. Schroedel Verlag, Hannover 1983, ISBN 3-507-69715-7.
- mit Ursula Kreuzer: Deutsche Hochlautung. Praktische Aussprachelehre. Klett Verlag, Stuttgart 1983, ISBN 3-12-558400-0.
- mit Helmut Lungershausen, Fritz Stöcker: Jetzt rede ich. Ein Spiel- und Trainingsbuch zur praktischen Rhetorik. Niedersachsen-Druck, Hannover 1985, ISBN 3-87327-016-1.
- als Hrsg.: Sprechen, Hören Sehen. Reinhardt Verlag, München 1993, ISBN 3-497-01291-2.
- mit Hans Riebensahm: Suggestion. Umgang mit einer verborgenen Macht. Rowohlt Verlag, Reinbek bei Hamburg 2000. ISBN 3-499-60743-3.
- Grundlagen der Hörfunkmoderation. LIT-Verlag, Münster 2004, ISBN 3-8258-7253-X.
- Konstruktiv Gespräche führen. Reinhardt Verlag, München 2004, aktualisierte Neuauflage, ISBN 3-497-01780-9.
- Du hast gut reden. Ein Spiel- und Trainingsbuch zur praktischen Rhetorik, Reinhard Verlag, 2015, ISBN 978-3-497-02524-4.
- mit Peter Pawlowski: Zielführende Kommunikation zwischen Agentur und Kunde. Erfolgreiche und effiziente Zusammenarbeit im Team. Springer Gabler, Wiesbaden 2018, ISBN 978-3-658-14464-7.